# NGC 4141
NGC 4141 is een balkspiraalstelsel in het sterrenbeeld Grote Beer. Het hemelobject werd op 17 april 1789 ontdekt door de Duits-Britse astronoom William Herschel.

## Synoniemen
- UGC 7147
- MCG 10-17-152
- ZWG 292.74
- PGC 38669